# André Antoine (homme politique)
Pour les articles homonymes, voir André Antoine et Antoine.
André R. Antoine, né à Louvain le 3 février 1960, est un homme politique belge francophone. Il est membre du parti social-chrétien depuis 1980. De juillet 2014 à juin 2019, il a assuré la présidence du Parlement de Wallonie.

## Origines et études
André Antoine est issu d'une famille d'agriculteurs. Il est licencié en droit de l'Université catholique de Louvain en 1983 et diplômé des hautes études européennes en 1984.

## Parcours politique
André Antoine entre dans la vie professionnelle en 1980. Il rejoint d'emblée le Parti social-chrétien (PSC) pour devenir Conseiller à la Présidence.
En 1985, il se présente aux élections nationales et devient Député. Il sera réélu en 1987 et prendra alors la présidence du Groupe PSC au Conseil de la Communauté française de Belgique.
Il siégea pendant la 47e législature de la Chambre des représentants.
En 1988, il est Conseiller communal à Ramillies. Il le restera jusqu'en 1992.
En 1991, Michel Lebrun, Ministre de l’Enseignement, lui confie la direction de son Cabinet. La même année, il deviendra Conseiller provincial de la Province de Brabant. Il le restera jusqu'en 1994.
Aux élections de 1995, il est élu Député wallon et prend la présidence du Groupe PSC au Parlement de la Communauté française de Belgique.
Réélu Député wallon en 1999, il devient président du Groupe PSC au Parlement wallon.
En 1994, il est élu Conseiller Communal à Perwez, sa commune, dont il deviendra Bourgmestre en 2001 et en 2004.
En 2003, Joëlle Milquet lui confie la Vice-présidence du cdH, nouveau nom du PSC.
En 2004, il devient le chef de file du cdH au Gouvernement wallon dont on lui confie la Vice-présidence et le titre de Ministre du Logement, des Transports et du Développement territorial.
Ses compétences concernent : le transport en commun et scolaire, la politique de l'énergie, le logement, l'aménagement du territoire, les zonings, les aéroports et le plan d'investissement de la SNCB.
En 2009, Vice-Président et Ministre du Budget, des Finances, de l'Emploi, de la Formation, des Sports et chargé de la politique aéroportuaire, à la Région wallonne et à la Communauté française.
Réélu député wallon en 2014, il devient président du Parlement wallon.
Le 14 octobre 2018, il est battu aux élections communales, étant devancé par la liste Ensemble de Jordan Godfriaux qui réunit 51,78% des voix contre 48,22% pour la sienne.
En septembre 2023, il annonce son retrait en politique afin de s'occuper de sa vie privée ainsi que de sa famille, son retrait sera effectif le 9 juin 2024 lors des élections belges.

## Divers
En Région wallonne, le Ministre Antoine était aussi responsable de la politique aéroportuaire. Il aurait pu dès lors proposer pour les plus vieux avions (ils ne sont pas très nombreux) l'interdiction de voler la nuit. La Directive 2002/49/CE autorise les États membres à les interdire de vol nocturne. Mais il n'a pas pris de mesures dans ce sens. D'après Stuber et. al. (2006), l'impact des vols de nuit serait aussi bien plus important, en ce qui concerne l'effet de serre, que les vols de journée (référence :  The importance of the diurnal and annual cycle of air traffic for contrail radiative forcing. Nature 441 : 864-867).

## Carrière politique
- député (1985-1991)
  - membre du Conseil régional wallon
- conseiller communal de Ramillies (1989-1993)
- conseiller provincial province de Brabant (1991-1994)
- conseiller provincial province du Brabant wallon (1994-1995)
- conseiller communal de Perwez (1995-)
  - bourgmestre (2001-2004), bourgmestre ff (2004-2018)
- député wallon (1995-2004, 2004, 2009, 2014-2019)
  - chef de groupe au Parlement wallon (2000-2004)
  - président du Parlement wallon (2014-2019)
- vice-Président et ministre wallon (2004-2009)
- vice-Président et ministre wallon (2009-2014)
- ministre communautaire (2009-2014)

## Hommage et distinction
Le 13 janvier 2007, il est élu Super Wallon par les lecteurs des journaux des Éditions de l'Avenir.
La distinction suivante lui a été décernée en 2020 par le roi Philippe de Belgique :
- Grand officier de l'ordre de Léopold[4].